# 旧外地の高等教育機関
旧外地の高等教育機関（きゅうがいちのこうとうきょういくきかん）。ここでは、台湾・朝鮮・樺太・関東州など、狭義の「外地」とされる地域だけではなく、満洲・中国大陸・南洋（東南アジア）など、第二次世界大戦終結以前の日本の勢力圏内に組み込まれたアジア諸地域に設立された高等教育機関についても扱う。
第二次世界大戦以前に日本に統治されていた外地の高等教育機関は、多くが文部省管轄下にあった日本国内（内地）の高等教育機関と異なり、ほとんどの学校・大学が台湾総督府・朝鮮総督府・関東局・南洋庁あるいは外務省の管轄下に置かれていた点に特徴がある。

## 台湾

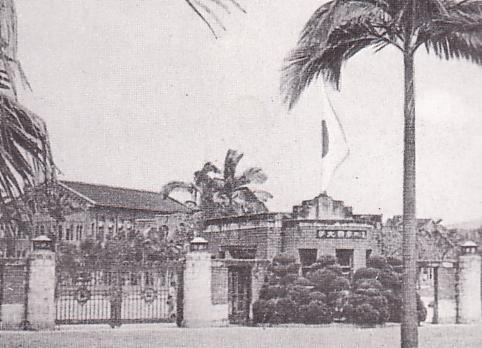
台北帝国大学

詳細は日本統治時代の台湾の高等教育機関の項目を参照のこと。以下、全て官立学校で台湾総督府の所管であった。
- 台北帝国大学と台北経済専門学校（旧台北高等商業学校）→中華民国の国立台湾大学
- 台北高等学校→廃止（国立台湾師範大学に転用）
- 台南工業専門学校（旧台南高等工業学校）→中華民国の国立成功大学
- 台中農林専門学校（旧台北高等農林学校）→中華民国の国立中興大学
- 台湾総督府医学校→中華民国の台湾大学医学院

## 朝鮮

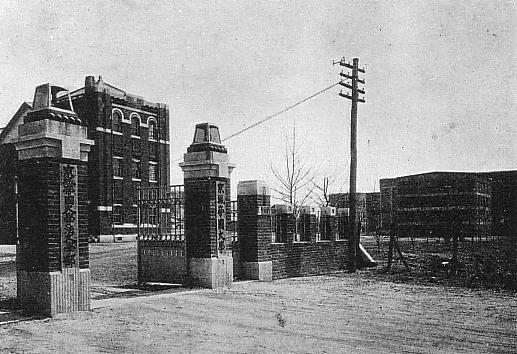
京城帝国大学

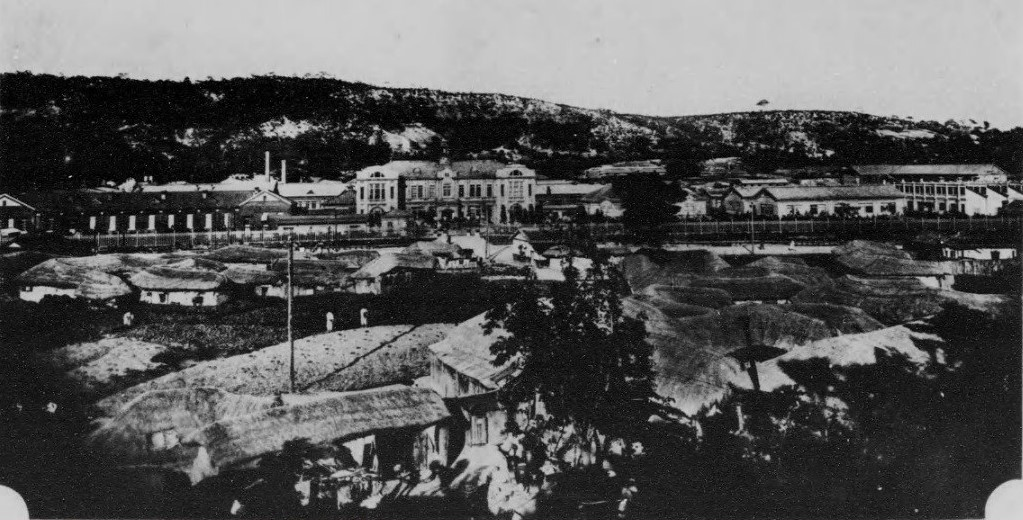
京城工業専門学校（現・ソウル大学校工科学校）

詳細は日本統治時代の朝鮮の高等教育機関の項目を参照のこと。官公立学校のみならず多くの私立学校が存在していたのが朝鮮の特徴であるが、私立･官公立を含めすべての学校が朝鮮総督府の所管学校であった。

### 官公立学校
- 京城帝国大学・京城医学専門学校・京城法学専門学校・京城歯科医学専門学校・京城工業専門学校（旧京城高等工業学校）・京城鉱山専門学校・水原農林専門学校（旧水原高等農林学校）・京城経済専門学校（旧京城高等商業学校）・京城師範学校・京城女子師範学校・京城薬学専門学校（私立）→大韓民国のソウル大学校
- 平壌工業専門学校（1944）→朝鮮民主主義人民共和国の金日成総合大学
- 釜山高等水産学校（1941）→水産大学校（下関市）と大韓民国の釜山水産大学（現・釜慶大学校水産科学大学）
- 大邱師範学校（1923）（公立→官立）→大韓民国の慶北大学校師範大学
- 大邱医学専門学校（1933）（公立）→大韓民国の慶北大学校医科大学
- 大邱農業専門学校（1944）（官立）→大韓民国の慶北大学校農科大学（現・農業生命科学大学）
- 光州医学専門学校（1944）（公立）→大韓民国の全南大学校医科大学
- 平壌医学専門学校（1933）（公立）→朝鮮民主主義人民共和国の平壌医学大学
- 咸興医学専門学校（1944）（公立）→朝鮮民主主義人民共和国の咸興医学大学

### 私立学校
- 東洋協会専門学校（現・拓殖大学）京城分校→東洋協会植民専門学校京城分校→東洋協会京城専門学校→京城高等商業学校（別法人化）→京城高等商業学校（官立移管）→京城経済専門学校→大韓民国のソウル大学校商科大学（現・経営大学）
- 延禧専門学校（1917）→京城工業経営専門学校→延禧大学→大韓民国の延世大学校
- 普成専門学校（1921）→京城拓殖経済専門学校→大韓民国の高麗大学校
- セブランス連合医科専門学校→旭医学専門学校→セブランス医科大学→大韓民国の延世大学校]科大学
- 梨花女子専門学校（1925）→京城女子専門学校→大韓民国の梨花女子大学校
- 明倫専門学校（1944年廃止／明倫錬成所に改組）→大韓民国の成均館大学校
- 明進学校（1906）→仏教師範学校（1910）→仏教高等講塾（1914）→中央学林（1915）→仏教専修学校（1928）→中央仏教専門学校（1930）→恵化専門学校（1940年改称、1944年廃止）[1]→大韓民国の東国大学校
- 淑明女子専門学校（1939）→大韓民国の淑明女子大学校
- 中央女子専門学校→大韓民国の中央大学校
- 崇実専門学校（平壌：1938年廃止）→ 大同工業専門学校 → 平壌工業専門学校（公立）→ 大韓民国の崇実大学校（蔵書等は北朝鮮の金日成総合大学へとの説あり）
- 京城歯科医学専門学校→ソウル大学校歯科大学
- 京城薬学専門学校→ソウル大学校薬科大学
- 京城女子医学専門学校→高麗大学校医科大学
- 大同工業専門学校（平壌、1937年創立、1944年廃校）[2]→平壌工業専門学校（公立）→金日成総合大学 → 金策工業総合大学

## 関東州

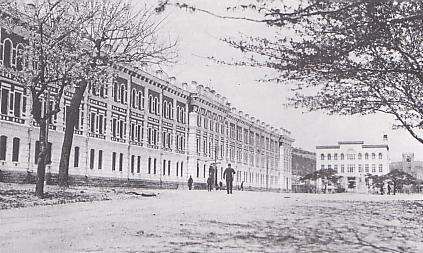
旅順工科大学

詳細は満洲国・関東州の高等教育機関を参照のこと。すべて関東局所管の学校である。
- 旅順工科大学・旅順医学専門学校・旅順高等学校・旅順師範学校→関東州がソ連の軍港となったため、全て壊滅
- 南満洲工業専門学校→大連工業専門学校→大連大学工学院→中華人民共和国の大連理工大学化工学院
- 大連高等商業学校→大連経済専門学校→中華人民共和国の旅大教師進修学院に転換→大連教育学院
- 大連女子医学専門学校

## 満洲
詳細は満洲国・関東州の高等教育機関の項目を参照のこと。
- 建国大学・大同学院・新京工業大学・新京法政大学（中国語版）・新京医科大学（中国語版）・新京畜産獣医大学→中華民国の国立長春大学（1949年中華人民共和国建国のため壊滅）
- 満洲医科大学（中国語版）→（ソ連、次いで中国側に接収）中長鉄路医科大学→中国医科大学
- 哈爾濱学院（ハルピン学院）→終戦時廃校
- 満洲教育専門学校（中国語版）（教専）→1933年廃校
- 北満学院→終戦時廃校
- 在満師範学校

## 樺太
以下の学校はソ連対日参戦により廃校となった。
- 樺太医学専門学校
- 樺太師範学校
- 樺太青年師範学校

## 中国

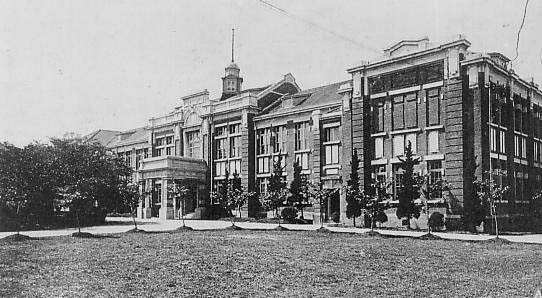
東亜同文書院虹橋路校舎

- 東亜同文書院大学（上海）→終戦時廃校（旧教職員や学生の受け入れ先として愛知大学が設立）
- 蒙疆学院（張家口）：蒙古聯合自治政府が設立
- 北京興亜学院・華北高等工業学校（北京）：東亜同文会による運営
- 青島医学専門学校→（中国側に接収）青島医学院→青島大学医学院

## 南洋（東南アジア）
- 南洋学院（サイゴン）：外務省・文部省共同所管→終戦時廃校

## 関連書籍
- 海後宗臣（監修）『日本近代教育史事典』 平凡社、1971年
- 鍾清漢『日本植民地下における台湾教育史』 多賀出版、1993年 ISBN 4811532015
- 馬越徹『韓国近代大学の成立と展開 ─大学モデルの伝播研究─』 名古屋大学出版会、1995年 ISBN 4815802513